# حشيشة الفرس
حشيشة الفُرْس أو الذرة الحلبية أو حليان نوع نباتي يتبع جنس الذرة من الفصيلة النجيلية. اسمه العلمي (باللاتينية: Sorghum halepense). يعد هذا النبات حشيشة معمرة رئيسية في كثير من المحاصيل الزراعية وتصنف ضمن أسوأ عشرة حشائش في العالم.

## الموئل والانتشار
موطنه الأصلي منطقة البحر الأبيض المتوسط. ويمتد مدى انتشاره من خط عرض 55 شمالاً إلى خط 45 جنوباً. وهو حشيشة رئيسية في الذرة الشامية وقصب السكر وعدد من المحاصيل الأخرى بامتداد المناطق الاستوائية حتى المناطق الدافئة. وقد سجلته 53 دولة كحشيشة ضارة في 30 محصولاً مختلفاً. وفي الأراضي الخصبة تستطيع الحشيشة أن تنتشر إلى المحاصيل المزروعة بالمنطقة بشكل عدواني ويصعب للغاية التخلص منها.
ويتواجد النبات حالياً كحشيشة مرعبة في معظم الأراضي المزروعة في العالم. ويبدو تأقلم الحشيشة في المناطق تحت الاستوائية الدافئة الرطبة المطيرة صيفاً. وتبدو خطورته كحشيشة ضارة في مناطق البحر المتوسط والهند وأستراليا وأمريكا الوسطى وساحل خليج المكسيك.
ويمكن للحشيشة أن تنمو في بيئات متنوعة، الأراضي المزروعة والأماكن المهملة وجوانب الطرق وحواف المزروعات. وتتواجد بكثافة بامتداد قنوات الري وعلى حواف الحقول المروية حيث يلعب انتقال البذور بواسطة الماء والتي تسقط بيسر من قمة النبات حال نضجه دوراً رئيسياً في حدوث ذلك.
ويتواجد من النبات العديد من الطرز البيئية، ففي الولايات المتحدة أجريت دراسات على 55 طرازاً متبايناً في شكله الظاهري جمعت من أنحاء متفرقة من مختلف الولايات وبعض الدول الأخرى، وقد تفاوتت تلك الطرز في درجة استجابتها لتأثير مبيدات الأعشاب.
والسورغم الحلبي مصنف كنبات نهار قصير، ويفسر هذا نموها الخضري الوفير في المناطق ذات النهار الطويل والواقعة بالقرب من شمال وجنوب خط الاستواء. وفي المناطق الظليلة لا تستطيع بذور الحشيشة الإنبات كما لا تستطيع البادرات النمو بصورة جيدة. وفي المناطق الدافئة من العالم تموت القمم النامية للنبات بتأثير الصقيع.

## الوصف النباتي
نبات معمر قائم قوي ينتشر بالبذور وبجذامير طويلة زاحفة.
وتلعب البذور دوراً رئيسياً في انتشار النبات، حيث تستطيع الترحال مع الرياح وعلى الماء، كما تعلق بأجسام الحيوان وتلتقطها الطيور وتمر في أمعاء الماشية دون أن تتأثر، وتنتقل أيضاً عبر تقاوى المحاصيل والأعلاف. وعقب نضج البذور على النبات الأم، تنفرط بسهولة من سنيبلاتها. وحينما تكون النباتات على مقربة من قنوات الرى، تسقط البذور فيها أو تطلقها الرياح إليها وتعوم إلى مناطق جديدة بحركة الماء. ويمكن للبذور أن تبقى حية في التربة لمدة ثلاث سنوات، كما تعيش لمدة سبع سنوات تحت الظروف الجافة.
وعلى رغم إنتاج النبات لأعداد عظيمة من البذور، فإن القدرة العالية للنبات في مواجهة سبل المكافحة المكثفة يرجع أساساً إلى النظام الجذري الجذموري القوي الطويل ذو القدرة التأقلمية العالية. وفي إحدى الدراسات أمكن تبيان أن النبات يستطيع أن ينتج 600 كيلومتر من الجذامير في مساحة الهكتار تصل في وزنها إلى 33 طناً مترياً. كما يستطيع النبات الواحد أن ينتج حوالي 5000 عقدة برعمية في الموسم الواحد. وفي يوغوسلافيا احتوت كتلة من التربة مساحتها متر مربع وسمكها 30 سنتيمتر على 1.2 كيلوغرام من الجذامير ووصلت في طولها إلى 28 متراً واحتوت 2000 برعم.

## الأضرار على المحاصيل
وتدل بعض التقارير أن رواشح الجذور ومستخلصات الأوراق الحية أو المتحللة وكذلك مستخلصات جذامير وجذور النبات يمكنها أن تثبط الإنبات وتضعف نمو البادرات للعديد من الأنواع النباتية الأخرى منها النفل.
وهذا النبات يعد من الحشائش الرهيبة في كروم العنب. وقد صدرت تحذيرات في عديد من الدول حول مخاطر استخدام المبيدات لمكافحة الحشائش الحولية قبل اتخاذ الاحتياطات الأولية ضد غزو كروم العنب بالحشائش المعمرة والناتج عن غياب التنافس مع الحشائش الحولية. وقد ظهرت تقارير في اليونان وأستراليا والولايات المتحدة عن حدوث غزو خطير بواحد أو أكثر من الحشائش الآتية: حشيشة الفَرَس، النَجيل، العُلِّيق. وفي كثير من المناطق اضطر المزارعون إلى العودة لاستخدام الوسائل اليدوية والميكانيكية للتعامل مع هذه الحشائش المعمرة ذات النظام الجذري العميق.
ويعد النبات بين أخطر ثلاث حشائش في محاصيل القطن في اليونان والمكسيك وفنزويلا، وقصب السكر في الأرجنتين وأستراليا وفيجي وباكستان والولايات المتحدة ويوغوسلافيا، والذرة الشامية في تشيلي واليونان والولايات المتحدة ويوغوسلافيا، الحمضيات في المكسيك وفنزويلا، وكروم العنب في أستراليا.
والنبات حشيشة رئيسية في محاصيل: القطن في فلسطين وباكستان وبيرو وروسيا وتركيا والولايات المتحدة، وقصب السكر في هاواي والهند وجنوب إفريقيا والولايات المتحدة، والذرة الشامية في فلسطين وإيطاليا والمكسيك وبولندا ورومانيا، والحمضيات في بيرو، وكروم العنب في الأرجنتين واليونان ولبنان وأسبانيا ويوغوسلافيا.
كما أن النبات خطير في البرسيم الحجازي والأرز وبنجر السكر والقمح والفول السوداني والذرة الرفيعة وقصب السكر والفول السوداني وفول الصويا ومحاصيل الخضر والشاي في روسيا الموز وبساتين الفاكهة. وبالإضافة إلى ذلك، فهو أيضاً حشيشة شائعة في البن الأناناس الشعير والدخن البطاطا في أماكن عديدة من العالم.

## فوائد النبات
وعلى النقيض، فالنبات مفيد في تغذية الماشية في بعض المناطق. ففي باكستان مثلاً، يعتبر من نباتات العلف المستساغة للماشية عند السيطرة على أماكن وجوده للرعي وكعلف جاف، حيث تصلح بعض سلالات النبات كعلف مجفف.
وعلى رغم أن النبات ينتج علفاً جافاً ممتازاً في جنوب شرق الولايات المتحدة، فإنه تحت ظروف موسمية معينة يراكم حمض البروسيك "*الهيدروسيانيك"* في أوراقه وسيقانه، ولهذا فقد يكون ساماً للماشية التي ترعى في أماكن نموه، وتعتبر الفترات ذات الطقس شديد الجفاف وتلك التي تعقب أول صقيع هي أخطر الفترات في أماكن عديدة من العالم، كما أنه من المعتقد في الولايات المتحدة أنه أحد أسباب حُمَّى القش.
والحشيشة منافس قوي للغاية لنباتات المحاصيل. وتدل الدراسات في مناح عدة من العالم على أمثلة لخفض المحصول: 25-50 في المائة خفضاً في محصول القصب الخلفة، 12-33 في المائة في محصول الذرة الشامية، وفقد 330-600 كيلوغرام لكل هكتار في محصول فول الصويا.
وتعود قوة النبات كحشيشة خطيرة، بالدرجة الأولى، إلى قدرته التأقلمية للنمو الكثيف وطول عمره. وعلى رغم ذلك فإن معظم سلالاته تهرم خلال بضع سنوات ويتحتم تكسير نباتاتها لكى تجدد نموها. وهذا الأمر إلى جانب تقطيع الجذامير إلى أجزاء صغيرة، عند ممارسته في الحقول المصابة، قد يتسبب في ظهور نموات أشد كثافة من سابقتها بصورة حادة.

## مقاومته للمبيدات
اكتشفت حالات مقاومة لمبيد راوندأب في السورغم الحلبي في الولايات المتحدة والأرجنتين.